# Isole esterne di Yap
Le isole esterne di Yap (in inglese: Outer islands of Yap) costituiscono uno dei due distretti dello stato di Yap, degli Stati Federati di Micronesia. Conta 4 027 abitanti (2008).

## Municipalità
1. Eauripik (119 ab./2008)
2. Elato (113 ab./2008)
3. Fais (192 ab./2008)
4. Faraulep (249 ab./2008)
5. Ifalik (609 ab./2008)
6. Lamotrek (392 ab./2008)
7. Ngulu (26 ab./2008)
8. Satawal (563 ab./2008)
9. Ulithi (718 ab./2008)
10. Woleai (1.081 ab./2008)